# حكمت أبو زيد
حكمت أبو زيد (1922-2011) هي أول سيدة تتقلد منصب وزيرة في مصر عندما اختارها الرئيس جمال عبد الناصر أول وزيرة للشئون الاجتماعية في 25 سبتمبر 1962، أطلق عليها الرئيس المصري السابق جمال عبد الناصر «قلب الثورة الرحيم».
في عام 1940م التحقت حكمت بقسم التاريخ بكلية الآداب جامعة فؤاد الأول «جامعة القاهرة» حاليًا، ثم حصلت على درجة الماجستير من جامعة سانت آندروز باسكتلندا عام 1950، ثم درجة الدكتوراه في علم النفس من جامعة لندن بإنجلترا عام 1955. وفي العام نفسه، عملت أبو زيد أستاذًا بكلية البنات جامعة عين شمس، إلى أن اختارها عبد الناصر وزيرة للشؤون الاجتماعية في العام 1962.
كان من أهم مشروعاتها مشروع الأسر المنتجة، ومن أبحاثها: التكيف الاجتماعي في الريف، التربية الإسلامية، وكفاح المرأة، ووضعت أول خطة لتنمية الأسرة، وأعدت مشروع الرائدات الريفيات تمهيدًا للأسر المنتجة، وعملت لصالح مشروع تهجير النوبة، ووضعت قانون تنظيم الجمعيات الأهلية، ونظمت جمع الزكاة. استمرت في الوزارة ثلاث سنوات.
اشتهرت حكمت باختلافها مع الرئيس المصري السابق محمد أنور السادات في بعض وجهات النظر وكان الحديث مذاعًا في التليفزيون، بعدها أقامت بليبيا خلال الفترة من 1972 إلى 1992، وعملت أستاذة بجامعة الفاتح وحصلت على نوط الفاتح العظيم؛ وعندما عادت لمصر بدأت تحاضر في قسم علم النفس والاجتماع بكلية الآداب. وتوفيت في سبتمبر عام 2011، عن عمر يناهز 90 عامًا بعد معاناة لفترة طويلة مع المرض.

## حياتها ونشأتها
وُلِدَت في قرية «نزالي جانوب» بالقوصية محافظة أسيوط عام 1916، كان ترتيب حكمت هو الثالث بين أشقائها الثلاثة. وكان والدها يمتلك في مسكنه مكتبة تضم خطب مصطفى كامل، وأعمال المناضلة الفرنسية جولييت آدم، ومؤلفات مصطفى صادق الرافعي؛ وكانت أمها تشارك جاراتها وصاحباتها المسيحيات في صوم العذراء، وتكتفي طيلة هذا الصوم بما يعدونه لها من طعام خال من الدهون. كانت مدرسة حكمت الأولي في ديروط الشريف، والابتدائية في سوهاج ثم أسوان، وتقدمت بعدها للالتحاق بمدرسة حلوان الثانوية للبنات.
وكما التقاليد وقتذاك، كانت المدارس الابتدائية تخلو من الطلاب؛ فذهبت لمدرسة في المحافظة تبعد عنها مئات الأمتار وفي المراحل التعليمية التالية أصر والدها علي إلحاقها بمدرسة وتدرجت في المراحل التعليمية حتي حصلت علي الدكتوراة من إنجلترا في الأربعينيات في الوقت الذي كانت الفتاة تكافح لتخرج من بيتها للتعليم.
كانت حياة حكمت قائمة على أساس خلق عملية التحدي في نفسها والتغلب علي العقبات التي تعوق بينها وبين متابعة العملية التعليمية؛ فحتي المدارس الابتدائية لم تكن موجودة والتحدي كان يتمثل في محاربة إخوة والدها، لأنهم كانوا يريدون منعها من التعليم بسبب «تخلفهم الذهني والعقلي» كما ترى حكمت. وتقول أن «والدها الذي كان يعمل ناظرا بالسكك الحديد وفر لها ولشقيقتها الأكبر مني وسيلة للسفر يوميًا من قريتهما لبندر ديروط» حيث تلقت حكمت تعليمها الابتدائي والإعدادي هناك. أما في المرحلة الثانوية فقد تركت حكمت أسرتها والتحقت بمدرسة حلوان الثانوية (مدرسة داخلية) في الثلاثينيات من القرن الماضي، ولم يكن بحلوان حينذاك مدن جامعية فأقامت بجمعية بنات الأشراف التي أسستها رائدة التعليم نبوية موسى. وعن مصروفها تقول حكمت: «كان لي مصروف 54 جنيهًا وكان وقتها مبلغًا كبيرًا وبخلاف فلوس الأنشطة والفنون والرياضة بعكس ما نراه في هذه الأيام من عدم إشباع لمواهب الأطفال المختلفة التي تظهر».
وفي 1940، التحقت بقسم التاريخ بكلية الآداب جامعة فؤاد الأول (جامعة القاهرة)، وكان عميد الكلية وقتها الدكتور طه حسين، الذي تنبأ لها بمكانة رفيعة في المستقبل. ثم حصلت على دبلوم التربية العالي من وزارة التربية العالي من وزارة التعليم بالقاهرة في 1944 ثم على الماجستير من جامعة سانت آندروز باسكتلندا في 1950، ثم على الدكتوراه في علم النفس من جامعة لندن بإنجلترا في 1955. تقول حكمت: "درست علي يد مرجيت ميد، وآيزيك، وكان زملائي في جامعة لندن: حامد عامر، عبد العظيم أنيس، فائق مزيد، أحمد أبوزيد، ومعهم الطالب العراقي خير الدين حسيب، الذي تولي بعد ذلك وزارة الاقتصاد في بلده، وأسس مركز دراسات الوحدة العربية.
وكنا نجتمع في النادي المصري بلندن، وكونا لجنة وطنية حددوا مهامها في إقامة محاضرات للرد علي الادعاءات المثارة هناك ضد ثورة 52.
كان والد أبو زيد يؤمن بأهمية التعليم سواء للبنت أو للولد، وكان يحارب لتعليمها بدلًا من شراء الأطيان. وبرغم أن شقيقاتها الأكبر منها لم يكملا تعليمهما، فإن أختي الصغري تخرجت في كلية الحقوق. لم تكن والدتها. وبعد تخرجها من كلية الآداب جامعة القاهرة، عملت مدرسة في مدرسة حلوان، المدرسة نفسها التي تخرجت منها ثم ذهبت لإنجلترا في بعثة لنيل الماجستير في التربية وعلم النفس جامعة سانت أندروز بإسكتلندا عام 1950، ثم الدكتوراه في علم النفس التربوي من جامعة لندن عام 1957. عادت أبو زيد بعد ذلك للعمل في كلية البنات جامعة عين شمس، وكانت أسماء فهمي هي العميدة للكلية عام 1955. 

## الحياة الوظيفية
تُعد حكمت أبوزيد أول وزيرة للشئون الاجتماعية في مصر أيام جمال عبد الناصر عام 1962 والتي أطلق عليها قلب الثورة الرحيم. وبتوليها هذا المنصب فتحت الباب للمرأة لتولي المناصب القيادية وحياتها ما بين مكافحة تقاليد الصعيد وما بين الشهرة والنجاح ومابين أعوام من النضال الوطني وأعوام أخرى من النفي.
وصف حكمت قرار تعيينها في حوار لمجلة نصف الدنيا: «عندما أعلنت الوزارة أن هناك أول امرأة ستعين أيضًا في هذه الوزارة عام 1962، لم يحدث فرحة كبيرة لأن المجتمع كله رجالًا ونساءً في جميع المجالات كان في فترة دهشة وخاصة أن ثورة 1952 كانت ثورة التغيير المستمر من أجل بناء مجتمع جديد. أما بشكل عام فقطاعات المجتمع كالنساء مثلًا والرجال، الرجال طبعًا ينقسمون إلي مثقفين أو النخبة أو رجال الدين أو العلمانيين، وكل منهم كان له موقف فمثلًا كان هناك اعتراض من قبل الإخوان المسلمين لأنه كما يعتقدون (لا تولوا حكمًا لامرأة)».
لاحقًا، عملت حكمت كأستاذة في قسم الاجتماع بكلية الآداب جامعة القاهرة. كما أنها عضوة في المجلس الأعلي للثقافة.

## نشاط سياسي
خلال إقامة أبو زيد بجمعية «بنات الأشراف» التي أسستها نبوية موسى، وإثناء دراستها الثانوية تزعمت ثورة الطالبات داخل المدرسة ضد الإنجليز والقصر؛ مما آثار غضب السلطة ففصلت من المدرسة، واضطرت لاستكمال تعليمها بمدرسة الأميرة فايزة بالإسكندرية.
تقول حكمت: "قمت في القسم الداخلي للطالبات، الذي أنشأته نبوية موسى، ضمن فعاليات جمعية "بنات الأشراف" التي كانت تترأسها. ومعظم زميلاتي كن من طالبات المدرسة (بنات الباشوات)، والمدرسات إنجليزيات وفرنسيات: فاخترت قسم اللغة الفرنسية، وتزعمت ثورة الطالبات داخل المدرسة، ضد الإنجليز والقصر، مما أثار غضب السلطة، فصدر قرار بفصلي، حتي تمت إعادتي بشرط نقلي إلي مدرسة "الأميرة فايزة" بمدينة الإسكندرية. وبعد حصولي علي "البكالوريا" التحقت بكلية الآداب بجامعة فؤاد الأول، ورشحني طه حسين عميدها لقسم اللغة الفرنسية - الذي أنشئ لأول مرة في ذلك الوقت - بسبب دراسة هذه اللغة، كلغة أولي طوال مراحل الدراسة قبل الجامعية، لكنني طلبت منه أن ألتحق بقسم التاريخ، فبارك اختياري. وبعد تخرجي، عملت في تدريس التاريخ بمدرستي حلوان الثانوية للبنات. وحين ألغي إسماعيل صدقي الدستور، قدت مظاهرة من طالبات مدرستي إلي قصر عابدين.
وبعد حصولها على الدكتوراة من جامعة لندن عام 1957، تم تعيينها بكلية البنات بجامعة عين شمس، وانضمت في نفس العام لفِرَق المقاومة الشعبيَّة، حتي كانت حرب العام 1956 فبدأت تتدرَّب عسكريًا مع الطالبات، وسافرت إلي بورسعيد مع سيزا نبراوي، وإنجي أفلاطون، ولقد شاركن في كل شيء من الإسعافات الأوليَّة، حتي المشاركة في المعارك العسكريَّة وعمليات القتال
ضد العدو. تم اختيارها في العام 1962 عضوًا في اللجنة التحضيريَّة للمؤتمر القومي، وخاضت مناقشات حول بعض فقرات الميثاق الوطني مع الرئيس عبد الناصر حول مفهوم المراهقة الفكريَّة، ودعم العمل الثوري، مما آثار إعجاب الزعيم بها.
في أوائل الستينات أصدر جمال عبد الناصر قراراً جمهورياً بتعيينها وزيرة للدولة للشئون الاجتماعيَّة، لتصبح بذلك ثاني سيدة في العالم العربي، تتولي منصب وزير، بعد الدكتورة العراقية نزيهة الدليمي.
حولت «أبو زيد» الوزارة إلي وزارة مجتمع وأسرة، ومدت نشاطها لجميع القري والنجوع بالجمهورية بإنشاء فروع للوزارة، ومما أسسته من مشروعات مشروع الأسر المنتجة ومشروع الرائدات الريفيات ومشروع النهوض بالمرأة الريفية، كما قامت بحصر الجمعيات الأهلية وتوسعت أنشطتها وخدماتها التنموية.
وفي 1964 ساهمت حكمت في وضع قانون 64 وهو أول قانون ينظم عمل الجمعيات الأهلية، وعندما وقعت هزيمة 1967، كلفها عبد الناصر بالاهتمام بالرعاية الاجتماعية لأسر الجنود الموجودين على الجبهة المصرية، وحققت نجاحا منقطع النظير. وفي 1969 قامت حكمت بالإشراف على مشروع تهجير أهالي النوبة بعد تعرضها للغرق مما جعل عبد الناصر يطلق عليها لقب «قلب الثورة الرحيم».
بعد رحيل عبد الناصر في 1970 م عادت للجامعة للتدريس، وفي السبعينيات اختلفت بشدة مع قرار الرئيس المصري السابق محمد أنور السادات لمبادرة السلام مع إسرائيل، وشككت في النوايا الصهيونية تجاه الأمة العربية، مما جعلها تتلقي أبشع التهم والاتهامات وتم وضع أملاكها تحت الحراسة أو مصادرتها وإسقاط الجنسية المصرية عنها، وسافرت خارج مصر وصارت لاجئة سياسية لعشرين عاماً.
كان لحكمت دورًا كبيرًا في حرب الاستنزاف، فتقول":"كنت أذهب مع الفنانين أمثال نادية لطفي وأحمد مظهر وصلاح ذو الفقار وكانوا يتمتعون بالشهامة، عندما قُتل الفريق عبد المنعم رياض في حادثة في 9 مارس 1969. والحقيقة أن حرب الاستنزاف لم تأخذ حقها ووضعها في تطور التاريخ فهي التي مهدت لحرب أكتوبر. والفريق محمد فوزي هو الذي بني القوات المسلحة من الصفر واستعان بخريجي الجامعات حتي يكون هناك كوادر واعية ومدربة".

### سحب جواز سفرها
عندما وقع الرئيس السابق محمد أنور السادات اتفاقية كامب ديفيد اعترض جميع المثقفين على هذا ومنهم حكمت أبو زيد.
فبعد عودتها للجامعة للتدريس بعد رحيل جمال عبد الناصر في العام 1970، اختلفت بشدة مع قرار الرئيس السادات لمبادرة السلام مع الكيان الصهيوني، وشكَّكت في النوايا الصهيونيَّة تجاه الأمة العربيَّة، مما جعلها تتلقى أبشع الاتهامات.
وفي هذا الوقت حدث النفي وسافرت حكمت وزوجها إلى ليبيا بعد مبادرة عام 1975 للعمل وكانت تعود لمناقشة رسائل الدكتوراه للطلبة. وفي حوار لجريدة نصف الدنيا عام 2011، قالت فيه أنه «لم يحدث حرمان من الجنسية». وأن ما حدث هو «أنهم لم يعطوني جواز السفر المصري وكانوا يريدون أن يعطوني وثيقة فرفضت وكنت أسافر بالجواز الليبيي». ظلت حكمت خارج مصر لمدة عشرة سنوات.
وتقول: «سعدت عندما عدت في التسعينيات واستقبلني وزير الداخلية في قاعة كبار الزوار بعد صدور قرار من مبارك بعودتي لأرض مصر في 2 مارس عام 1992».
أصدرت المحكمة العليا قرارها بإلغاء الحراسة على ممتلكاتها، وحقها في حمل جواز السفر المصري والتمتع بالجنسيَّة المصريَّة، وفور علمها بذلك قرَّرت العودة لمصر.

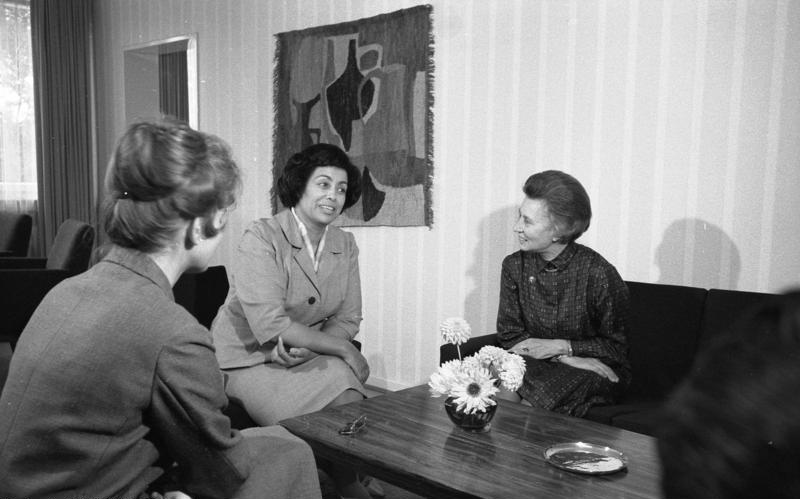
حكمت أبو زيد في بون

## دورها في مجال المرأة والمجتمع
لما وقع الخلاف بين حكمت وجمال عبد الناصر أثناء وضع لجنة الميثاق الوطني وكانت حكمت واحدة منهم، خلال عرض الرأي في الميثاق كله، قالت: "إن المرأة فرد من أفراد المجتمع ما ينعم به الرجل يجب أن تنعم به المرأة. والمرأة لابد أن تصعد للأمام وتستطيع أن تشارك الرجل في تحمل كافة الأعباء وأن تزول المعوقات التي جعلتها تتخلف فكلنا أفراد رجل أو امرأة. والمرأة أثبتت أنها عندما نعطيها كل الإمكانات فإنها تثبت أنها قادرة علي تولي جميع المناصب سواء التشريعية أو الاقتصادية أو القانونية.
وتكمل د. حكمت الحديث قائلة: «أما والدى هذا الأب الملهم كان يعتبر البنات أحق من الذكور في التعليم ومن هنا كانت لديه روح مجاهدة من أجل تعليم بناته اللائى سبقتن أولاده الذكور في الولادة؛ فلم يسع والدى لشراء أطيان يتركها لنا ولكن هذا الفلتة الطبيعية تنبأ بأهمية تعليم الفتيات وتغلب على الصعوبات الجغرافية وانتقالنا من مدرسة لأخرى بسبب تنقله للعمل بالسكة الحديد في أماكن مختلفة». ولهذا جاء افتخار حكمت كونها امرأة فساهم كثيرًا في نجاحها.
كان لها دور في مشروعات التنمية وتحول المجتمعات المتخلفة إلي مجتمعات إنتاجية مثل الأسر المنتجة وهي عبارة عن أسرة تقدم لها ضمانًا اجتماعيًا أو إعانات اجتماعية إلي أن يتحول أفرادها جميعهم إلي خلية نحل تتمكن من إنتاج وتسويق إنتاجها فتصبح قادرة علي تنمية دخلها وبالتالي تستفيد من هذا الدخل.
كذلك حولت حكمت المرأة الريفية من مجرد فلاحة تقوم بمساعدة زوجها في الحقل وتربية الماشية لتصبح من الكوادر برغم عدم إجادتها للقراءة أو الكتابة؛ وتصبح رائدة ريفية تقدم خدماتها للأسر الريفية وتختار مشروعات من البيئة وتقوم بتنفيذها مثل الحياكة والكورشيه.

## إنجازات
- أثبتت أبو زيد كفاءة عالية في إدارة شؤون وزارة الشئون الاجتماعية، وكانت صاحبة مشروعات قومية كبرى، رغم أنها تركت الوزارة في العام 1970، ومن تلك المشروعات: مشروع الأسر المنتجة ومشروع الرائدات الريفيات ومشروع النهوض بالمرأة الريفية. كما أبو زيد الوزارة إلي وزارة مجتمع وأسرة، ومدَّت نشاطها لجميع القري والنجوع بالجمهورية بإنشاء فروع للوزارة.[6]
- أضافت في العام 1964 مع آخرين، وضع قانون 64؛ أول قانون ينظِّم عمل الجمعيات الأهليَّة. كان يهدف هذا القانون إلى جعل تلك الجمعيات ليست مجرد رئاسة وعنجهية فقط وإنما لها دور فعال، ومؤثر، وإيجابى بالمجتمع وأيضًا من أهم القوانين كان قانون الضمان الاجتماعي الذي يحمي أصحاب الحاجات ويحمى المواطن.ref>جريدة وطني، نساء صنعن ثورات: حكمت أبو زيد أول وزيرة في مصر بين التكريم والنفى، بتاريخ 9 يونيو 2013.[3][10][11]
- عندما كانت فاجعة العام 1967، كلفها الزعيم عبد الناصر بالاهتمام بالرعاية الاجتماعيَّة لأسر الجنود الموجودين على الجبهة المصريَّة، حيث حقَّقت نجاحا منقطع النظير.
- قامت في العام 1969 بالإشراف على مشروع تهجير أهالي النوبة، بعد تعرُّضها للغرق، مما جعل جمال عبد الناصر يطلق عليها لقب «قلب الثورة الرحيم». أعجب مشروع تهجير النوبة إلى منطقة شمال كوم أمبو الكثير ومنهم «باندرانيكا» رئيسة وزراء الهند وقتذاك.[7][10][12][11]

## جوائز
- منحها معمر القذافي نوط الفاتح العظيم من الدرجة الأولى، فيما منحها الملك الحسن الراحل ملك المغرب سيفه الذهبي النادر رغم أنه لم يكن يمتلك سواه.[6][7]

## وفاتها
توفيت حكمت عن عمر يناهز 89 عاماً في مستشفي الإنجلو أمريكان نتيجة هبوط حاد في الدورة الدموية والتنفسية بعد معاناة لفترة طويلة مع المرض.
وكان قد تم إدخالها إلى المستشفى في أول نوفمبر عام 2010، وظلت بالمستشفى حتى وافتها المنية يوم 31 يوليو 2011".